# A V-a Dinastie Egipteană
Monarhi cunoscuți în Istoria Egiptului Antic ai celei de a IV a dinastii.
Dinastiile a III-a, a IV-a, a V-a și a VI-a ale Egiptului Antic sunt se obicei grupate sub titulatura de Vechiul Regat.
| Nume              | Observații | Date                    |
| ----------------- | ---------- | ----------------------- |
| Userkaf           | -          | 2498 î.Hr. – 2491 î.Hr. |
| Sahure            | -          | 2487 î.Hr. – 2477 î.Hr. |
| Neferirkare Kakai | -          | 2477 î.Hr. – 2467 î.Hr. |
| Shepseskare Isi   | -          | 2467 î.Hr. – 2460 î.Hr. |
| Neferefre         | -          | 2460 î.Hr. – 2453 î.Hr. |
| Nyuserre Ini      | -          | 2453 î.Hr. – 2422 î.Hr. |
| Menkauhor Kaiu    | -          | 2422 î.Hr. – 2414 î.Hr. |
| Djedkare Isesi    | -          | 2414 î.Hr. – 2375 î.Hr. |
| Unas              | -          | 2375 î.Hr. – 2345 î.Hr. |

Comparată cu dinastiile precedente, dinastia a V-a este mult mai bine cunoscută. Toți regii sunt trecuți într-o listă numită "lista regilor" și toate sursele arheologice sunt atestate de Manetho, ceea ce furnizează o mare cantitate de documente ale acestei perioade.
Această dinastie a adus societății egiptene niște schimbări și inovații importante.
În primul rând un cult solar, care a apărut în dinastia a IV-a, unde atins un punct culminant. Exceptând ultimele două dinastii, fiecare rege a construit un așa-numit templu solar. Au fost descoperite două astfel de temple și s-a dovedit a fi clădiri unice. Primul templu solar, la Abusir, la nord de Saqqara, a fost construit de Userkaf și a fost extins de Neferirkare și Niuserre. Celălalt templu a fost construit de Niuserre la Abu Gorab, la nord de Abusir. Au fost decoperite și alte temple, dar încă nu au fost identificate.
În timpul domniei lui Djedkare a fost sistată construirea templelor solare. Aceasta este probabil perioada în care credința religioasă s-a schimbat.
O altă inovație a apărut de-abia la sfârșitul dinastiei sub domnia regelui Unas, el fiind primul în timpul căruia s-au scris texte religioase, ele fiind cunoscute astăzi sub numele de "Textele Piramidelor". Sunt inscripționate în camera funerară și anticameră, dar și pe coridorul de la intrarea în piramida de la Saqqara. Nu este imposibil ca apariția acestor texte sa fie legată de dispariția templelor solare.
Pe parcursul acestei dinastii se poate observa o creștere a numărului oficialităților de rang înalt. Contrar dinastiei a patra, oficialitățile cu rang înalt nu mai erau restricționate să provină din membrii familiei regale. Guvernul și administrația au fost reformate, aceasta formând o birocrație mai eficientă prin care regele putea controla țara. Deoarece numărul de demnitari a crescut, s-au scris mai multe documente și de aceea se cunosc mai multe date despre dinastia aceasta decât cea anterioară.
Pe plan arhitectural nu numai ca au fost notate clădirile templelor solare, dar a fost studiat și standardul complexelor piramidale. Majoritatea regilor și-au construit complexele piramidale la Abusir, lângă templul solar al lui Userkaf, care și-a construit propria piramidă la Saqqara. Organizarea și numărul de camere din piramidă, clădirile din exteriorul piramidei și camerele acestora au început din ce în ce mai mult să devină o parte dintr-un canon. S-a observat că piramidele acestea sunt semnificativ mai mici decât cele din dinastia a IV-a. Aceasta se poate explica prin faptul că regii din dinastia a V-a au dispus de resurse mai limitate. Împotriva acestui argument ar trebui observat că majoritatea regilor dinastiei a V-a nu își limitau costurile construirii piramidelor, deseori complexele erau frumos decorate. Se presupune că aceste piramide erau așa de mici deoarece egiptenii antici respectau un anumit standard.
Titulatura regală a fost de asemenea extinsă, având cinci seturi de titluri. Deși a fost folosit și de regele Djedefre din dinastia a IV-a, titlul de "Fiul lui Ra" va deveni o parte importanta a titulaturii. Acesta era urmat de numele personal al regelui și îl punea în directă legătură cu acest cult solar. Vechile titluri așa-numitele Horus- și Nebti- vor rămâne titluri în continuare.
În ciuda acestor modificări dinastia a V-a ar putea fi înrudită cu dinastia a IV-a. Lista regelui Turin este lista regilor imediat apăruți după dinastia a IV-a fără să se facă vreo schimbare. Întemeietorul acestei dinastii, Userkaf, se crede a fi urmașul lui Kheops, direct sau prin căsătorie.
Povestea este notată pe Papyrus Westcar. În acest context Userkaf devine frate cu succesori săi și fiul unui preot și al unei femei, Radjedet. Sursele arheologice contestă această idee, de aceeași părere fiind și egiptologii.